# Sara Caswell

Sara Caswell (2016)

Sara Caswell (* 21. Februar 1978 in Bloomington in Indiana) ist eine amerikanische Geigerin, die vor allem im Bereich des Jazz aktiv ist.

## Leben und Wirken
Caswell stammt aus einer Musikerfamilie; die Sängerin Rachel Caswell ist ihre ältere Schwester. Sie begann im Alter von fünf Jahren mit dem Geigenspiel nach der Suzuki-Methode, wobei sie die ersten fünf Bände in nur neun Monaten bewältigte. In den folgenden Jahren belegte sie bei klassischen Wettbewerben zahlreiche Preise und erste Plätze. An der Indiana University absolvierte sie ein klassisches Violinenstudium bei Josef Gingold, aber auch den Jazzstudiengang bei David Baker mit Auszeichnung, um dann 2006 ihren Master in Jazzvioline an der Manhattan School of Music abzuschließen.
Im Jahr 2000 erschien Caswells Debütalbum First Song bei Double-Time Records. 2005 folgte But Beautiful bei Arbors Records. Gemeinsam mit ihrer Schwester (und Fred Hersch) nahm sie als Caswell Sisters das Album Alive in the Singing Air (2013) auf; mit dem Mandolinenspieler Joe Brent erschien im selben Jahr eine Duo-EP und 2015 das Album 9 Horses bei Sunnyside Records.
Mit ihrem Trio 9 Horses (dem Bassist Andrew Ryan und Mandolinenspieler Joe Brent angehören) legte Caswell 2021 das Album Omegah vor, gefolgt von The Way to You.
2010 arbeitete Caswell mit Esperanza Spaldings Chamber Music Society. Sie ist ferner ein Mitglied im New York Pops Orchestra. Auch war sie an Roseanna Vitros Album The Music of Randy Newman beteiligt. Weiterhin tourte sie mit Brad Mehldau, David Krakauer, Darol Anger und Bruce Springsteen. Ihr Solo Can’t Remember Why vom Album Whispers on the Wind von Chuck Owen & The Jazz Surge  wurde 2018 für den Grammy Award for Best Improvised Jazz Solo nominiert. Sie ist auch auf Alben von Bucky Pizzarelli (So Hard to Forget), Cynthia Sayer, Peter Ehwald/Benedikt Jahnel, Catherine Russell, Miho Hazama, Alan Ferber, Mark O’Connor, Nadje Noordhuis, Kishi Bashi, Amina Figarova, Henry Threadgill (The Other One) und Darcy James Argue (Dynamic Maximum Tension).
Derzeit unterrichtet Caswell sowohl am Berklee College of Music als Professorin als auch weiterhin an der Manhattan School of Music.

## Preise und Auszeichnungen
Caswell wurde 2011 und 2012 in der Leserumfrage des Magazins JazzTimes zu einer der besten Jazzgeigerinnen gewählt. Von 2013 wurde sie bis 2017 alljährlich im Kritiker-Poll des Magazins Down Beat als Rising Star der Jazzvioline gewürdigt.